# Pyxide (vase)
Pour les articles homonymes, voir Pyxis (homonymie) et Pyxide.

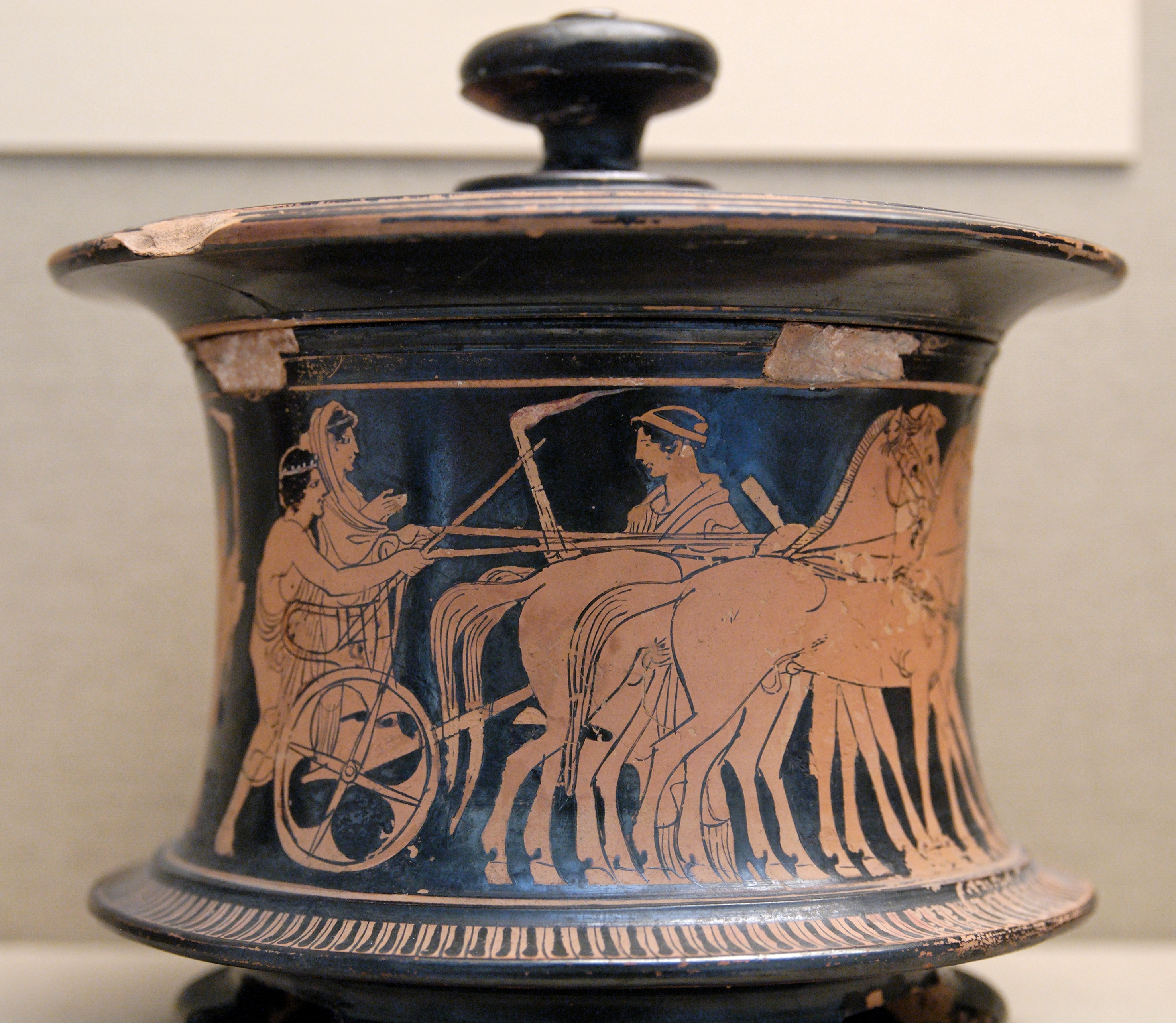
Pyxide, Attique, vers 440-430 av. J.-C.

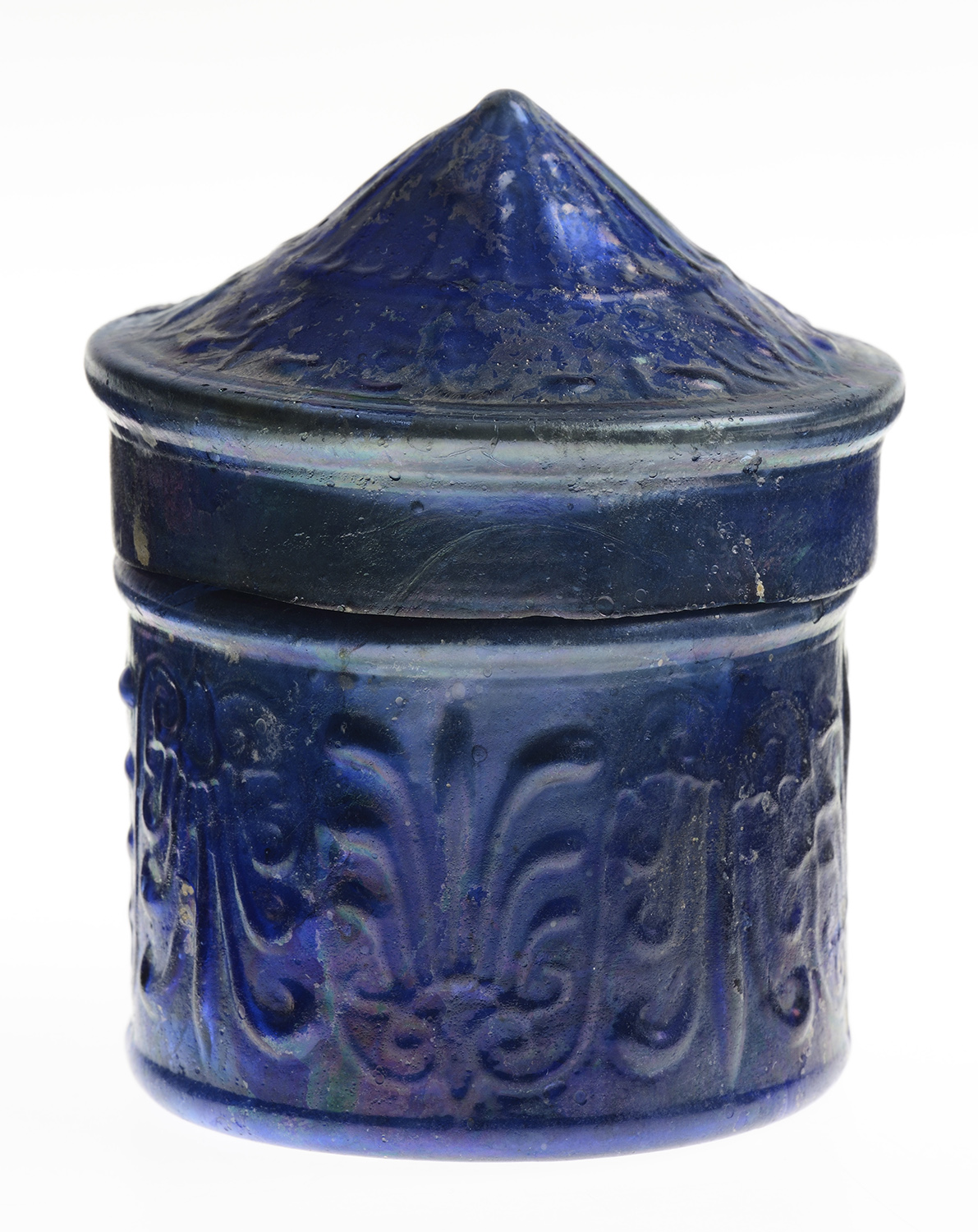
Pyxide, supposée d'Italie, côte syro-palestinienne, 1re moitié du, musée des beaux-arts de Lyon.

La pyxide  (en grec ancien πυξίς / puxís ; génitif singulier :  πυξίδος / puxídos) est un petit vase rond, à fond plat (parfois pointu à l'époque géométrique, lorsque des trous permettaient de le suspendre), sans anses et généralement doté d'un couvercle commun de l'antiquité gréco-romaine. Cette petite boîte servait à stocker des produits cosmétiques (fard ou poudre) ou de coffret à bijoux. La plupart des pyxides parvenues jusqu'à aujourd'hui sont des poteries mais peuvent également être faites de bois, de métal, d'ivoire ou d'autres matériaux, en particulier lorsqu'elles furent fabriquées à une époque plus tardive. La Corinthe se spécialise dans sa fabrication et son exportation dès le VIe siècle av. J.-C.. C'est de cette cité que provient le nom de cet objet alors qu'il était fabriqué en bois de buis (puksos). La forme générale des pyxides remonte à la poterie typique de la période protogéométrique athénienne, bien que d'autres types de formes aient été retrouvées dans la cité. 
À l'origine, les deux variétés de pyxides fabriquées avaient soit un fond plat soit un fond pointu. Les pyxides à fond pointu ne furent plus utilisées après le IXe siècle av. J.-C. alors que celles à fond plat perdurèrent tout au long de la période géométrique, s'élargissant avec le temps. Le couvercle présente souvent des poignées ouvragées, les parois sont souvent légèrement convexes. Au cours du VIe siècle av. J.-C. cependant, Athènes produisit des pyxides aux parois concaves, facilitant leur saisie lorsqu'elles étaient rangées les unes à côté des autres. On retrouvera cette caractéristique sur les albarelles du Moyen Âge. Le décor des pyxides figure souvent le passage d'une jeune mariée de sa maison à celle de son époux lors de son mariage. 
Le Moyen Âge voit un déplacement de sa fonction en en faisant un coffret à hosties.